# 宮本新吾
宮本 新吾（みやもと しんご）は、日本の外交官。
1994年に外務省に入省し、南東アジア第二課長、在インド大使館公使等を務めたのち、2022年7月から大臣官房参事官を務める。

## 人物
1989年、筑波大学第二学群生物学類卒業 、1991年、筑波大学生物科学研究科にて理学修士（生物学）を取得し、のち筑波大学生物科学研究科博士後期課程中退。1999年、スタンフォード大学国際関係学にて文学修士（国際関係学）を取得。
語学に堪能で、天皇、内閣総理大臣等の英語通訳を務めたほか、在インドネシア大使館勤務中にインドネシア語を猛勉強し、現地の外務大臣ともインドネシア語だけで会話ができるほどのレベルに至った。

## 略歴
- 1994年　外務省入省
- 1999年　国際連合日本政府代表部
- 2002年　北米局北米第一課
- 2006年　総合外交政策局安全保障政策課（兼海上安全保障政策室） 課長補佐
- 2007年　総合外交政策局安全保障政策課 首席事務官
- 2009年　在インドネシア日本国大使館 参事官（政務班長）
- 2012年　在アメリカ合衆国日本国大使館 参事官（経済班）
- 2015年　総合外交政策局安全保障政策課国際安全・治安対策協力室長
- 2017年　アジア大洋州局南部アジア部南東アジア第二課長
- 2019年　在インド日本国大使館 公使（経済班長）
- 2022年7月　大臣官房参事官（北米局担当）[5]
- 2024年7月　大臣官房参事官（アジア大洋州局、アジア大洋州局南部アジア部担当）[6]

## 同期
- 臼井将人（23年中華人民共和国公使）
- 室田幸靖（国家安全保障局審議官）